# 屑屋
屑屋（くずや 英:Garbageman）とは廃品回収業者のことである。別名にバタ屋、紙くず屋、ボロ屋、くず鉄屋、てん屋がある。

## 概要
全世界に見られる職業であり、日本国内に限れば戦後の在日朝鮮人の都市及びその近郊での代表的な職業の一つは屑屋であり、唯一、身分、国籍、学歴を問わずに出来るのがリサイクル（廃品回収）業であった。籠を背負いながらリアカーを引いて、「クズーおはらいー」と言いながらボロ切れ、紙クズ、古新聞、鉄クズなどを集める仕事であり、現地の人間から「汚い」「臭い」などと酷い罵倒を浴びせられるため、ほとんどの日本人は嫌がり、そういった仕事を引き受けたのは貧困に苦しんだ前述の外国人労働者達であった。

## 歴史
江戸時代から既に存在している職業で、切屋から金を預って買い集めつつ仕切屋はそれを金属、紙、布などに分類してそれぞれの製造会社に売るという仕事内容であり、近代では工業の発展に伴い必要な職業とされている。

## 「バタ屋」の語源
屑屋のことを「バタ屋」と呼ばれるのは諸説ある。川端で拾い仕事をする者を「バタ屋」と呼んだ説や、バッタ(量り)で量って処理をするからという説や、隅田川に捨てられたゴミの中から紙クズを拾い、再生した紙を「川端紙」や「バタ紙」と呼んだことからという説などがある。

## 現代社会においては
時代の流れ、労働環境や生活環境の変化により職業差別は減ってきているが、それでもまだまだ、こういった職業に就く人間に対する偏見や差別は根強く残っており、現状では改善されていない。またそういった人達が集まる「バタ屋集落」なるものが近世にも存在していることが確認されている。